# Stora Gröntjärnen
Stora Gröntjärnen är en sjö i Bollebygds kommun i Västergötland och ingår i Viskans huvudavrinningsområde.